# 酸化ルビジウム
酸化ルビジウム（さんかルビジウム、rubidium oxide）は組成式Rb2Oで表されるルビジウムの酸化物である。
ルビジウムと酸素の二元化合物には数多くのものが知られ、過酸化ルビジウムRb2O2、超酸化ルビジウムRbO2、オゾン化ルビジウムRbO3およびRb2O3、その他、非化学量論的な金属亜酸化物が存在する。しかし通常、酸化ルビジウムといえば、ルビジウムイオンRb+と酸化物イオンO2−からなるRb2Oを指す。

## 製法
金属ルビジウムを少量の空気と反応させ、過剰の未反応の金属ルビジウムを蒸留により除いて合成する。
{\displaystyle {\ce {4Rb\ + O2 -> 2 Rb2O}}}
また水酸化ルビジウムとルビジウムを加熱反応させても得られる。
{\displaystyle {\ce {2RbOH\ + 2 Rb -> 2Rb2O\ + H2}}}

## 性質
淡黄色の粉末で水と熱を発して激しく反応し、水酸化ルビジウムを生成する。
{\displaystyle {\ce {Rb2O\ + H2O -> 2RbOH\ ,}}} {\displaystyle \Delta H=-211.6{\rm {{\ kJ\ mol}^{-1}}}}
{\displaystyle {\ce {Rb2O\ + H2O -> 2Rb^+(aq)\ + 2 OH^-(aq)\ ,}}} {\displaystyle \Delta H=-337.4{\rm {{\ kJ\ mol}^{-1}}}}
高温では赤みを帯びるようになり、400℃では不均化が始まり、過酸化ルビジウムとルビジウムを生ずる。
{\displaystyle {\ce {2Rb2O -> Rb2O2\ + 2 Rb}}}
水素気流中で加熱すると水酸化ルビジウムおよび水素化ルビジウムを生成する。
{\displaystyle {\ce {Rb2O\ + H2 -> RbOH\ + RbH}}}

## 結晶構造
__ O2−　　__ Rb+
酸化ルビジウムは酸化カリウムおよび酸化ナトリウムと同様に立方晶系の逆蛍石型構造をとり、ルビジウムイオンRb+は正四面体4配位、酸化物イオンO2−は立方体8配位となる。その格子定数はa = 6.742Åである。